# Latarnia morska w Szabli
Latarnia morska w Szabli (bułg. Шабленски фар) – latarnia morska w Bułgarii, położona jest na przylądku Szabła, około 5 km od miejscowości Szabła, nad Morzem Czarnym.

## Charakterystyka
Jest to najstarsza i najwyższa latarnia morska w Bułgarii, która znajduje się w najbardziej wysuniętym na wschód punkcie Bułgarii. Zbudowana została w 1856 roku, a uruchomiona rok później. Jest to wapienna budowla o wysokości 36 m., która składa się z ośmiobocznej wieży z balkonami. Trzypiętrowa latarnia pomalowana jest w czerwono-białe paski. Błyska białym światłem, które jest usytuowane na 32 m n.p.m., a zasięg światła wynosi 16 Mm.